# Кал (Хевеш)
Кал (мађ. Kál) град је у Мађарској. Кал је један од градова у оквиру жупаније Хевеш.

## Географски положај
Налази се у јужном делу округа, у равници Ђенђеши, у долини реке Тарне. Са северо-северозапада се практично у потпуности спојио са Комполтом, друга суседна насеља су: Каполна са севера, Керецсенд са североистока, Физешабоњ са истока, Ердетелек са југа и Тарнабод са југозапада.

## Историја
Најранији писани запис о селу датира из 1331. године, а било је насељено већ пре Мађарског освајања Карпатског басена.

## Становништво
По попису из 2015. године има 3.519 становника, а према процени за 2021. 3.359.
Према попису из 2011. године, 81,0% становништва је било мађарске националности, 10,8% су били Роми, а 18,8% су били недекларисани (због двојног идентитета, укупан број може бити већи од 100%). 
Верска дистрибуција је била следећа: 56,8% римокатолика, 1,7% калвиниста, 9,9% неконфесионалних и 19,5% непознатих.